# Eringhem
Eringhem (westflämisch: Eringem) ist eine französische Gemeinde im Département Nord in der Region Hauts-de-France. Sie gehört zum Arrondissement Dunkerque und zum Kanton Wormhout.

## Geografie
Die Gemeinde Eringhem liegt nur wenige Meter über dem Meeresspiegel in einer fast baumlosen Ebene, zwölf Kilometer südlich von Dünkirchen. Sie grenzt im Norden an Drincham, im Nordosten an Pitgam, im Osten an Zegerscappel, im Süden an Bollezeele, im Westen an Merckeghem und im Nordwesten an Looberghe.

## Bevölkerungsentwicklung
| Jahr                       | 1962 | 1968 | 1975 | 1982 | 1990 | 1999 | 2008 | 2013 | 2020 |
| Einwohner                  | 442  | 401  | 381  | 365  | 413  | 419  | 453  | 476  | 492  |
| Quellen: Cassini und INSEE |      |      |      |      |      |      |      |      |      |

## Sehenswürdigkeiten

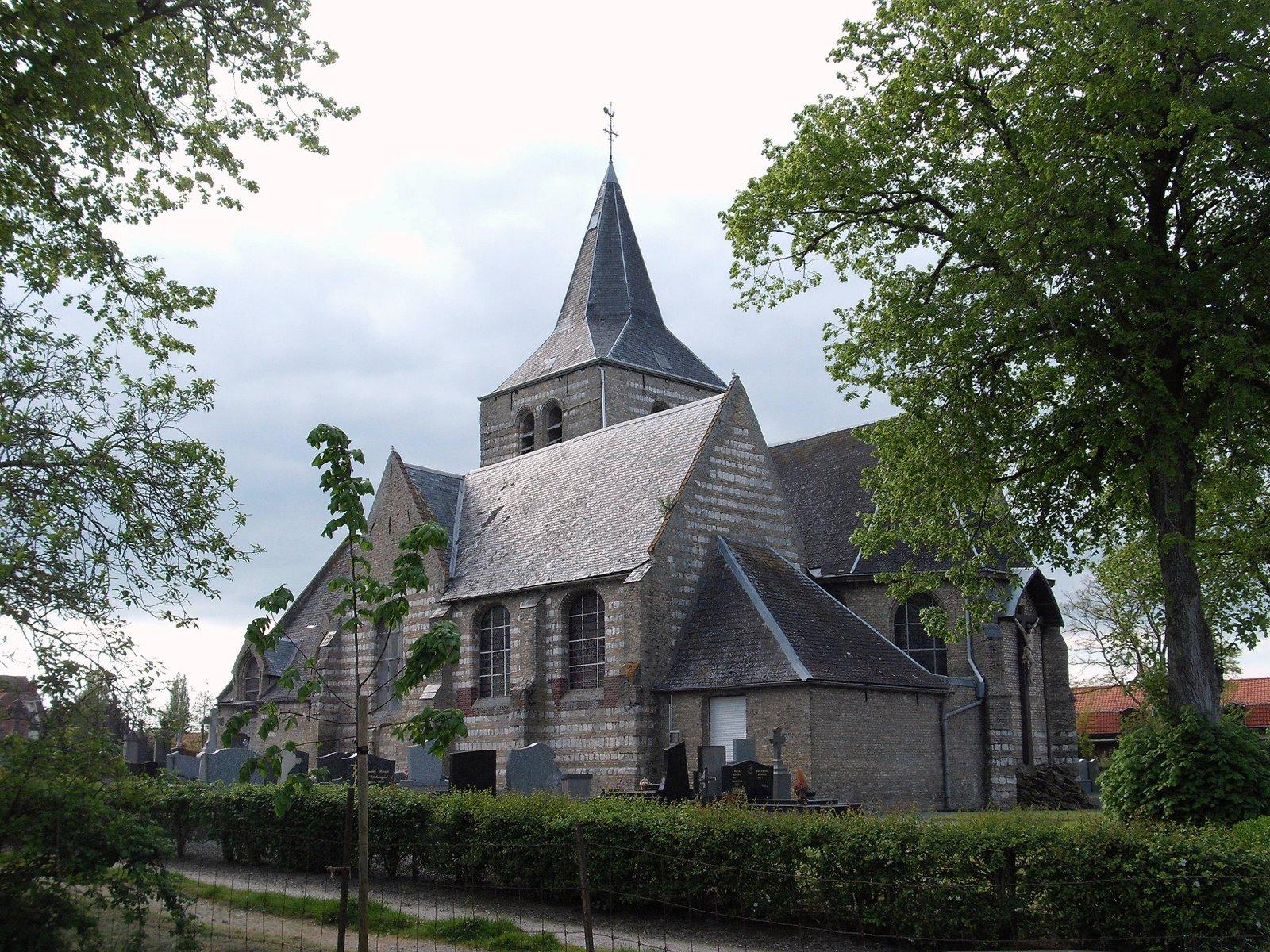
Kirche Saint-Mathias
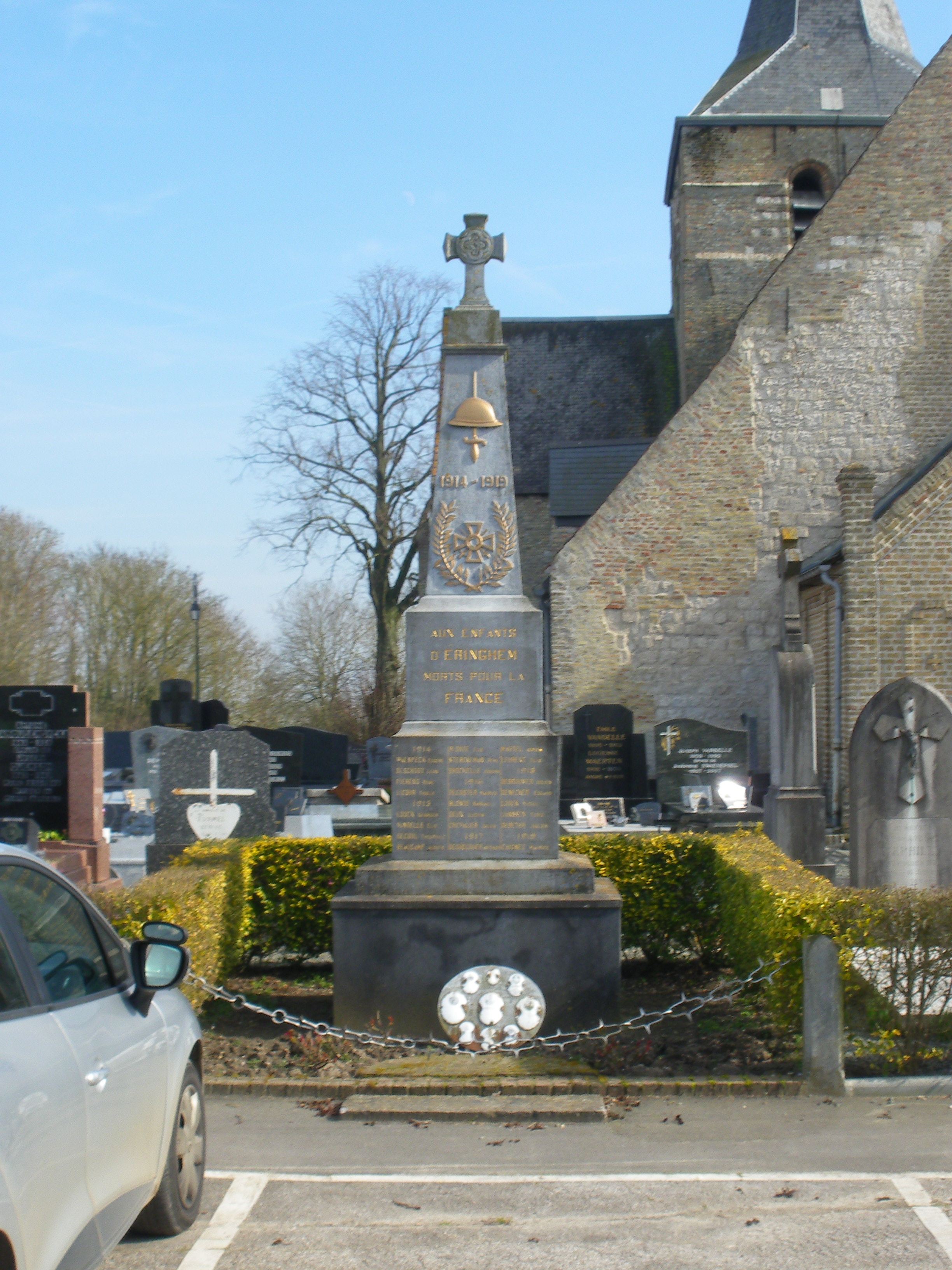
Gefallenendenkmal

- Kirche Saint-Mathias
- Gefallenendenkmal